# Cymbulia parvidentata
Cymbulia parvidentata é uma espécie de molusco pertencente à família Cymbuliidae.
A autoridade científica da espécie é Pelseneer, tendo sido descrita no ano de 1888.
Trata-se de uma espécie presente no território português, incluindo a zona económica exclusiva.